# Rheumaptera variegata
Rheumaptera variegata là một loài bướm đêm trong họ Geometridae.